# Khuếch đại tuyến tính
Khuếch đại tuyến tính (tiếng Anh: Linear amplifier), là một mạch điện tử có đầu ra tỷ lệ thuận với đầu vào của nó, nhưng có khả năng phân phối nhiều điện hơn vào tải. Thuật ngữ này thường đề cập đến một loại bộ khuếch đại công suất tần số vô tuyến (RF), một số có công suất đầu ra được đo bằng kilowatt và được sử dụng trong đài phát thanh nghiệp dư. Các loại bộ khuếch đại tuyến tính khác được sử dụng trong thiết bị âm thanh và phòng thí nghiệm.

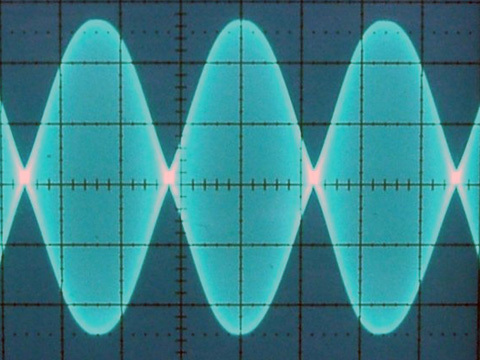
Kiểm tra tuyến tính của một máy phát đơn biên.

## Giải thích
Độ tuyến tính đề cập đến khả năng của bộ khuếch đại để tạo ra các tín hiệu là bản sao chính xác của đầu vào, thường ở mức công suất tăng lên. Trở kháng tải, điện áp nguồn, dòng cơ sở đầu vào và khả năng đầu ra nguồn có thể ảnh hưởng đến hiệu suất của bộ khuếch đại.
Bộ khuếch đại lớp A có thể được thiết kế để có độ tuyến tính tốt ở cả hai cấu trúc liên kết đơn và kết thúc đẩy. Bộ khuếch đại của các lớp AB1, AB2 và B chỉ có thể tuyến tính khi sử dụng mạch bể điều chỉnh hoặc trong cấu trúc liên kết đẩy, trong đó hai phần tử hoạt động (ống chân không, bóng bán dẫn) được sử dụng để khuếch đại các phần dương và âm của chu kỳ RF tương ứng. Bộ khuếch đại Class-C không tuyến tính trong bất kỳ cấu trúc liên kết nào.

## Các lớp khuếch đại
- Class A
- Class B
- Class C